# Hont

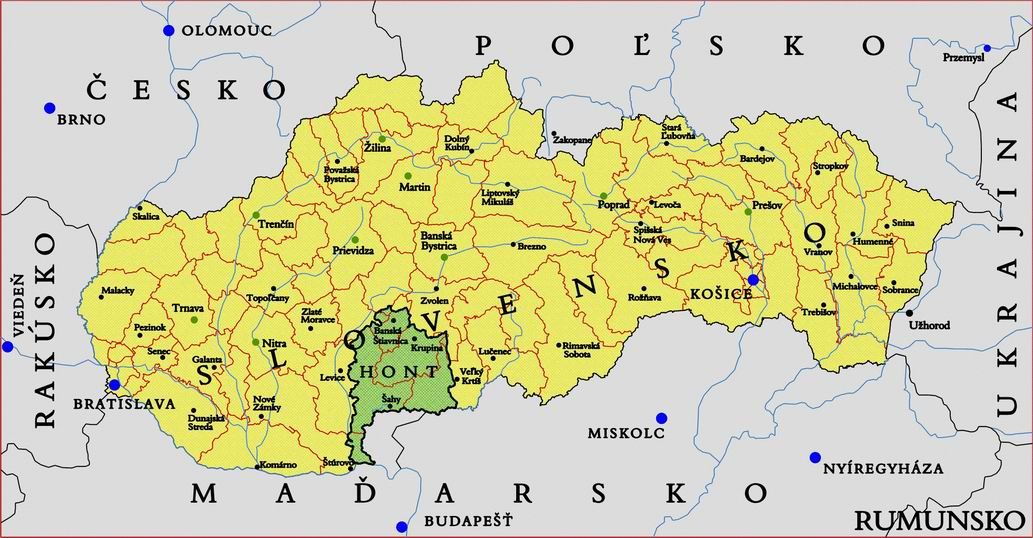
Poloha Hontu

Hont je jeden ze slovenských regionů. Jeho území je totožné s územím slovenské části bývalé Hontské župy. Sídlem byly Šahy. V některých turistických publikacích se region nazývá Poiplí.

## Dějiny od roku 1918
V roce 1918 (potvrzené roku 1920 Trianonskou smlouvou) se 4/5 území Hontianské župy staly součástí Československa, zbytek připadl Maďarsku.
Hontianská župa v Československu existovala do roku 1922, 1. ledna 1923 se stala součástí Zvolenské župy. V roce 1928 byly župy na území Slovenska zrušeny. Přes druhou světovou válku byla jižní část slovenského Hontu okupována Maďarskem, po válce byly převálečné hranice mezi ČSR a Maďarskem obnoveny. V současnosti je slovenský Hont součástí Nitranského a Banskobystrického kraje.

## Ekonomika
Z hlediska míry nezaměstnanosti a výšky průměrné mzdy patří jižní část regionu Hont (okolí Veľkého Krtíše a Šah) k chudším slovenským regionům, zatímco severní část (Banská Štiavnica a okolí) se řadí ke slovenskému průměru.

## Cestovní ruch

### Kulturní památky
- Banská Štiavnica (zapsaná na seznamu světového kulturního dědictví UNESCO)
- Čabradský hrad (obec Čabradský Vrbovok)
- Bzovícky hrad (obec Bzovík)
- Kaštel ve Svätom Antone
- Strážní věž Vartovka u Krupiny
- Římské lázně v Dudincích
- Minerální prameny v Dudincích
- Kamenné obydlí v Brhlovcích
- Vodní mlýn v Bohunicích
- Sloup Svaté trojice v Krupině
- Kamenné obydlí, vinné pivnice "chyžky" v Lišově

### Přírodní zajímavosti
- Řeznický bok (přírodní rezervace)
- Štangarígeľ (Krupinské bralce, vrchol plochého návrší)
- Arboretum Kysihýbel – Banská Štiavnica (282 druhů dřevin ze Severní Ameriky)
- Arboretum Feľata – Rykynčice (Dolné Rykynčice)
- Travertínové kupy v Dudincích
- Tesárské díry (Hontianske Tesáre)
- Přehrada v Sebechleboch
- Přehrada v Krupine – Bebrava
- Štiavnické vrchy
  - Sitno (nejvyšší vrchol, zajímavý výhled, hlavně z vysílače, který je však veřejnosti nepřístupný)
- Štiavnické tajchy (umělá jezera)
- Santovka (minerální voda)
- Slatina (minerálna voda)